# رابرت جی لنگ
رابرت جی لنگ (متولد 4 مه 1961) فیزیکدان آمریکایی است او همچنین یکی از برجسته ترین هنرمندان و نظریه پردازان اوریگامی در جهان است. او به خاطر طراحی های پیچیده و ظریف خود شهرت دارد ، از جمله در طراحی اوریگامی حشرات و حیوانات. وی ریاضیات اوریگامی را مطالعه کرده و از رایانه برای بررسی نظریه های اوریگامی استفاده کرده است.او در زمینه کاربردهای واقعی اوریگامی و مشکلات مهندسی پیشرفت چشمگیری داشته است.

## زندگی شخصی
لنگ در دیتون ، اوهایو متولد شد و در آتلانتا ، جورجیا بزرگ شد. لنگ مهندسی برق را درمویسسه فناوری کالیفرنیا تحصیل کرد و در آنجا با همسر آینده اش دایان اشنا شد. وی در سال 1983 مدرک کارشناسی ارشد مهندسی برق را در دانشگاه استنفورد دریافت کرد و برای دوره دکترا به کالتک بازگشت. در فیزیک کاربردی ، با پایان نامه ای تحت عنوان لیزرهای نیمه هادی: هندسه های جدید و خصوصیات طیفی. لنگ کار خود را در آزمایشگاه پیشرانه جت ناسا در سال 1988 آغاز کرد. لنگ همچنین به عنوان یک دانشمند تحقیقات خود را در Spectra Diode Labs از سن خوزه ، کالیفرنیا و سپس در JDS Uniphase ، نیز در سن خوزه کار می کرد. لنگ بیش از 80 مقاله در مورد لیزرهای نیمه هادی ، اپتیک و الکترونیک الکترونیکی یکپارچه را تألیف یا تألیف کرده و 46 حق ثبت اختراع این زمینه ها دارد. در سال 2001 ، لانگ رشته مهندسی را رها کرد تا به عنوان یک هنرمند و مشاور تمام وقت اریگامی فعالیت کند. با این حال ، او هنوز ارتباطات خود را با زمینه فیزیک حفظ می کند. وی از سال 2007 تا 2010 سردبیر مجله الکترونیکی کوانتوم IEEE بود و مشاوره های لیزر نیمه وقت برای Cypress Semiconductor را انجام داده است. لانگ در حال حاضر در آلامو ، کالیفرنیا اقامت دارد.

## اوریگامی
رابرت جی لنگ بیش از پنجاه سال دانشجوی مشتاق اوریگامی بوده و اکنون با بیش از 700 طرح فهرست بندی و نمودار به عنوان یکی از استادان برجسته هنر در جهان شناخته می شود. او به خاطر طراحی های با جزئیات و واقع گرایی بسیار مشهور است و در کارنامه خود پیچیده ترین طرح های اریگامی را که تاکنون خلق شده است ، کار او ترکیبی از جنبه های مکتب غربی برای طراحی اوریگامی ریاضی با تأکید شرقی بر خط و فرم است تا مدل هایی را ارائه دهد که تا به الان متمایز ، زیبا و چالش برانگیز هستند.
در سال 1992 دکتر لنگ اولین غربی شد که برای سخنرانی در نشست سالانه انجمن Nippon Origami دعوت شد. او از آن زمان در کنوانسیون های بین‌المللی اریگامی در سراسر جهان بوده است. وی به طور گسترده در مورد اوریگامی و ارتباطات آن با ریاضیات ، علوم و فنون سخنرانی می کند و کارگاه های آموزشی در زمینه تکنیک های هنری و کاربردهای تاشو در طراحی صنعتی را آموزش می دهد.
دکتر لنگ یکی از پیشگامان ارتباط میان رشته ی اوریگامی با ریاضیات است. وی یکی از معدود افراد غربی برای مجله Origami Tanteidan Magazine ، مجله انجمن دانشگاهی اریگامی ژاپن بوده است و مقالات فنی داوری و دعوت شده در مورد ریاضیات ریاضی را در جلسات تخصصی ریاضیات و علوم کامپیوتر ارائه داده است. وی در مورد کاربردهای اریگامی برای مشکلات مهندسی از طراحی کیسه هوا گرفته تا تلسکوپ های فضایی قابل ارتقا مشورت کرده است. وی نویسنده و همکار بیست و یک کتاب و مقالات متعددی درباره هنر و طراحی اریگامی است و در سال 2011 به عنوان عضو افتخاری انجمن اریگامی انگلیس انتخاب شد.